# 朝比奈秀詮
朝比奈 秀詮（あさひな ひでのり、生年不詳 - 永禄3年（1560年））は、戦国時代の武将。通称主計助。

## 略歴
今川義元の家臣。永禄3年（1560年）桶狭間の戦いにおいて先陣侍大将を務めた。義元討死の報を聞いたがその場を離れずに奮戦し討死した 。